# Carla Ryan
Carla Ryan, nascida em 21 de setembro de 1985 em Nathalia, é uma ciclista australiana, profissional de 2008 a 2014.

## Palmarés
- 2007
  -  Campeã da Austrália de contrarrelógio
  -  Medalha de prata em ciclismo em estrada nos Jogos Oceânicos
  -  Medalha de bronze da contrarrelógio nos Jogos Oceânicos
- 2008
  - Contrarrelógio por equipas de Vårgårda (cdm)
- 2009
  -  Campeã da Austrália de estrada
  -  Campeã da Austrália de contrarrelógio
  - Open da Suécia Vårgårda (contrarrelógio por equipas)
  - 2.º da Tour du Trentin-Haut-Adige-Tyrol-du-Sud
  - 9.º da Copa do Mundo Ciclista Feminina de Montreal (Cdm)
- 2010
  - 3. ª etapa da Tour de l'Aude Ciclista Feminino (contrarrelógio por equipas)
  - 6. ª etapa da Tour de l'Ardèche
- 2011
  - 2.º do campeonato da Austrália de estrada
- 2012
  - 5. ª etapa da Tour de l'Ardèche
  - 2.º da Tour de Feminin - O cenu Ceskeho Svycarska
- 2013
  - 3.º do campeonato da Austrália de estrada
  -  medalha de bronze do Campeonato Oceânico de estrada